# Wiendaraż
Wiendaraż (biał. Вендараж; ros. Вендорож; pol. hist. Wendoroż) – agromiasteczko na Białorusi, w obwodzie mohylewskim, w rejonie mohylewskim, w sielsowiecie Wiendaraż.

## Historia
Dawniej wieś i majątek ziemski, w II poł. XIX w. będący własnością Ciechanowiczów.
W Rzeczypospolitej Obojga Narodów Wendoroż należał do województwa mścisławskiego. W wyniku I rozbioru Polski wszedł w skład Imperium Rosyjskiego. W carskiej Rosji położony był w guberni mohylewskiej, w powiecie mohylewskim. Od XIX w. był siedzibą zarządu gminy. Następnie w granicach Związku Sowieckiego. Od 1991 w niepodległej Białorusi.
Urodził tu się białoruski agronom i polityk Waleryj Lipkin.